# Hanns Geier
Hanns Geier (ur. 25 lutego 1902 roku w Waldalgesheim, zm. w 1986 roku w Stuttgarcie) – niemiecki kierowca wyścigowy.

## Kariera
Geier rozpoczął karierę w 1920 roku od startów w wyścigach motocyklowych. W późniejszych latach został kierowcą wyścigowym, najpierw w Amilcars, a później w Bugatti. W 1932 roku otrzymał posadę kierowcy testowego Mercedesa. Pierwszy raz otrzymał szansę startu w wyścigu Grand Prix w Grand Prix Niemiec 1934, w którym uplasował się na piątej pozycji. W 1935 roku został sklasyfikowany na siódmym miejscu w Grand Prix Niemiec 1935, zaliczanym do klasyfikacji Mistrzostw Europy AIACR. Dorobek 36 punktów dał mu 21. miejsce w klasyfikacji generalnej. Podczas Grand Prix Szwajcarii 1935 miał ciężki wypadek, został przewieziony do szpitala w stanie krytycznym. Po wyleczeniu nie powrócił do wyścigów jako kierowca, lecz jako asystent kierownika zespołu Mercedes-Benz.